# 柴又駅
柴又駅（しばまたえき）は、東京都葛飾区柴又四丁目にある京成電鉄金町線の駅。駅番号はKS50。

## 歴史

### 帝釈人車鉄道
- 1899年（明治32年）12月17日：帝釈人車鉄道（後の帝釈人車軌道）の駅として開業。

### 京成
- 1912年（大正元年）11月3日：京成電気軌道の駅として開業[1]。開業当時は終点であった。
- 1913年（大正2年）10月21日：京成電気軌道の金町（後の京成金町駅）延伸により、中間駅となる[1]。
- 1945年（昭和20年）：社名変更により京成電鉄の駅となる。
- 1997年（平成9年）：「関東の駅百選」に選定。選定理由は「ご存知寅さんの『男はつらいよ』の雰囲気を考慮した瓦葺き風の駅舎」。
- 2010年（平成22年）7月5日：当駅 - 京成高砂駅間が複線から単線並列に切り換えられる。
- 2021年（令和3年）2月26日：駅前の商業施設「柴又駅前店舗」が一部開業[2][3]。

1929年（昭和4年）に投機会社筑波高速度電気鉄道（翌1930年に京成と合併）が当駅を通る松戸支線の鉄道免許を取得したが、当駅を含む区間は後年失効。また、1962年（昭和37年）には新京成電鉄が松戸駅 - 当駅間の敷設免許を取得していたが、1970年代までに失効した。

## 駅構造

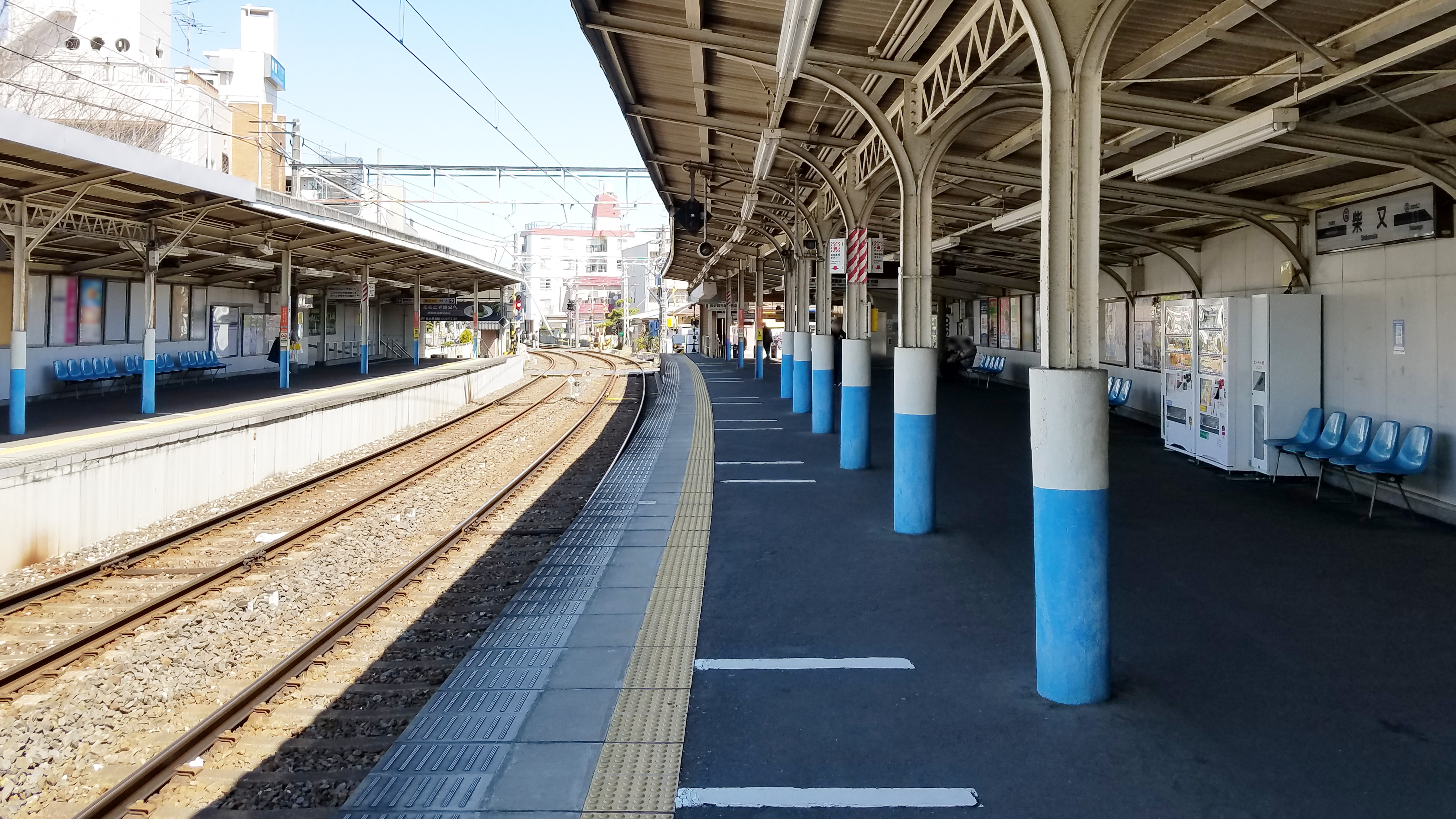
ホーム（2017年3月）

相対式ホーム2面2線を有する地上駅（京成金町駅管理）。ホーム有効長は6両。
2010年7月4日までは当駅 - 京成高砂駅間は複線で、列車交換も一部時間帯でのみ行われていた。成田スカイアクセス線開業に伴う京成高砂駅東側の踏切の遮断時間短縮のために、同年7月5日から京成高砂駅の金町線ホームが高架化され、京成高砂方が単線並列（ただし1本は入・出庫線）となり、早朝と深夜を除くほとんどの時間帯に当駅で列車交換が行われるようになった。金町側は単線となっている。
駅舎は京成高砂方面ホーム側にある。改装時には山田洋次の意見も取り入れて、純和風の外観となった。京成金町方面ホームとは構内踏切により連絡している。初詣や葛飾納涼花火大会などの多客時には、京成金町方面ホーム側に設けられた臨時改札口（有人）や臨時出札口も営業することがある。

### のりば
| 番線 | 路線   | 方向 | 行先     |
| ---- | ------ | ---- | -------- |
| 1    | 金町線 | 上り | 高砂方面 |
| 2    | 金町線 | 下り | 金町方面 |

## 利用状況
2024年度の1日平均乗降人員は8,624人である。
近年の1日平均乗降・乗車人員推移は下表の通りである。
| 年度               | 1日平均 乗降人員 | 1日平均 乗車人員 | 出典     |
| ------------------ | ---------------- | ---------------- | -------- |
| 1990年（平成02年） |                  | 6,112            | [ * 1 ]  |
| 1991年（平成03年） |                  | 6,350            | [ * 2 ]  |
| 1992年（平成04年） |                  | 6,307            | [ * 3 ]  |
| 1993年（平成05年） |                  | 6,238            | [ * 4 ]  |
| 1994年（平成06年） |                  | 5,967            | [ * 5 ]  |
| 1995年（平成07年） |                  | 5,858            | [ * 6 ]  |
| 1996年（平成08年） |                  | 6,479            | [ * 7 ]  |
| 1997年（平成09年） |                  | 6,049            | [ * 8 ]  |
| 1998年（平成10年） |                  | 5,707            | [ * 9 ]  |
| 1999年（平成11年） |                  | 5,374            | [ * 10 ] |
| 2000年（平成12年） |                  | 5,071            | [ * 11 ] |
| 2001年（平成13年） |                  | 5,090            | [ * 12 ] |
| 2002年（平成14年） | 9,808            | 4,978            | [ * 13 ] |
| 2003年（平成15年） | 9,794            | 4,945            | [ * 14 ] |
| 2004年（平成16年） | 9,253            | 4,718            | [ * 15 ] |
| 2005年（平成17年） | 9,171            | 4,660            | [ * 16 ] |
| 2006年（平成18年） | 9,653            | 4,910            | [ * 17 ] |
| 2007年（平成19年） | 9,545            | 4,836            | [ * 18 ] |
| 2008年（平成20年） | 9,715            | 4,910            | [ * 19 ] |
| 2009年（平成21年） | 10,153           | 5,132            | [ * 20 ] |
| 2010年（平成22年） | 9,619            | 4,899            | [ * 21 ] |
| 2011年（平成23年） | 9,101            | 4,650            | [ * 22 ] |
| 2012年（平成24年） | 9,024            | 4,592            | [ * 23 ] |
| 2013年（平成25年） | 8,834            | 4,479            | [ * 24 ] |
| 2014年（平成26年） | 8,870            | 4,490            | [ * 25 ] |
| 2015年（平成27年） | 9,148            | 4,631            | [ * 26 ] |
| 2016年（平成28年） | 9,408            | 4,767            | [ * 27 ] |
| 2017年（平成29年） | 10,050           | 5,088            | [ * 28 ] |
| 2018年（平成30年） | 9,742            | 4,924            | [ * 29 ] |
| 2019年（令和元年） | 9,631            | 4,855            | [ * 30 ] |
| 2020年（令和02年） | 6,370            | 3,200            |          |
| 2021年（令和03年） | 6,885            | 3,451            |          |
| 2022年（令和04年） | 7,843            | 3,957            |          |
| 2023年（令和05年） | 8,453            | 4,253            |          |
| 2024年（令和06年） | 8,624            | 4,327            |          |

## 駅周辺

フーテンの寅（渥美清）像

周辺は山田洋次が監督し、渥美清が主演したテレビドラマおよび劇映画シリーズ『男はつらいよ』（1968年 - 1995年）の舞台となった地域・柴又である。駅前には、渥美清が演じた「フーテンの寅」（車寅次郎）の銅像がある。この銅像は渥美清の死去に伴い『男はつらいよ』シリーズが終了したことにより、主役「車寅次郎」および俳優渥美清を記念して1999年に建てられたものである。男はつらいよシリーズには柴又帝釈天参道や当駅が度々登場して「柴又出身者」が主役となっている物語の世界観を決定付け、現実の柴又の知名度を向上させた。その後、2017年には振り返る寅さんを見送る妹さくら（倍賞千恵子）の銅像も建立されている。
柴又帝釈天へは駅前からの参道が通じており、開業当時から、正月（初詣）や庚申の日には多くの参拝客で賑わう。加えて、渥美の死去後、映画の舞台として探訪する観光客が急増した。その後、葛飾区は「寅さん記念館」や「山田洋次ミュージアム」を開設し、「こちら葛飾区亀有公園前派出所」の亀有とともに区内の物語の舞台であることをPRするラッピング列車を走らせるなど、観光に力を入れている。また、葛飾納涼花火大会の会場最寄駅でもある。
以上のことに加え、住宅密集地であることも相まって、小さな構内の当駅は混雑しやすく、並行路線バスの本数も多い。
- 経栄山題経寺（柴又帝釈天）
- 葛飾区観光文化センター
  - 葛飾柴又寅さん記念館
  - 山田洋次ミュージアム
- 葛飾区山本亭
- 柴又八幡神社
- おりつ地蔵尊
- 江戸川
  - 矢切の渡し柴又側船着場
- 金町浄水場
- 葛飾区柴又区民サービスコーナー
  - 柴又地域センター
- 葛飾柴又郵便局
- 葛飾柴又一郵便局
- 柴又街道
- 京成バス・京成バス東京「柴又帝釈天」停留所

## その他
- 当駅は『男はつらいよ』シリーズのほぼ全作に登場するため、車両や駅の変遷を映像からたどることができる。
- 駅名の表記は、プラットホーム上やウェブサイト、時刻表などの冊子では柴又であるが、駅前広場に面する駅舎上部のみ柴叉と、「又」より一つ点が多い「叉」が使用されている。
- 前記の『こちら葛飾区亀有公園前派出所』やアニメ版の『男はつらいよ』で当駅駅舎が描写されたことがある。

## 隣の駅
京成電鉄
 金町線
京成高砂駅 (KS10) - 柴又駅 (KS50) - 京成金町駅 (KS51)